# Шеф (Южный Парк)
Джером Макэлрой по прозвищу Шеф (англ. Jerome «Chef» McElroy) — персонаж мультсериала «Южный Парк», один из главных взрослых героев сериала.

Номер дома Шефа — 10465.

## Создание персонажа
Главная особенность характера Шефа — обращение «children» (он обращается так даже к одному ребёнку) — было позаимствовано из личного опыта Паркера и Стоуна; во время съёмок фильма «Каннибал! Мюзикл» они во время ЛСД-трипа встретились с человеком, который говорил что-то о «спасении детей» (англ. saving the children). Под впечатлением от этой встречи и был создан Шеф.
Озвучивать Шефа был приглашён знаменитый ритм-энд-блюз-музыкант Айзек Хейз. Когда он впервые пришёл в студию и прочитал сценарий, он был уверен, что его разыгрывают.
Прототипом Шефа является американский певец Барри Уайт.

## Биография
Родители Шефа из Шотландии — логично предположить, что и сам он родом оттуда. Уже в детстве Шеф пел и носил поварской колпак. В эпизоде «Шефская помощь» выясняется, что в молодости Шеф в качестве повара гастролировал со многими звёздами рок-музыки. В его друзьях числятся The Beatles, Дженис Джоплин, Оззи Осборн, Рик Джеймс, The Clash, Sex Pistols и другие. Именно Шеф свел Элтона Джона с британским поэтом Берни Топином и помог подобрать звучный псевдоним Миту Лоуфу. В эпизоде «Мамаша Картмана — грязная шлюха» Шеф говорит, что приехал в Южный Парк, чтобы открыть здесь свой ресторан. Видимо, дело у него не пошло, поэтому Шеф ограничился тем, что стал поваром в начальной школе Южного Парка. В серии «Страшная рыбка» двойник Картмана говорит что Шеф в его мире — тощий белый агент по страхованию.

## Характер
В некотором смысле Шеф — единственный здравомыслящий взрослый персонаж сериала (хотя, к примеру, в эпизоде «Кое-что о том, как пришёл Wall-Mart» Шеф предлагает для борьбы с гипермаркетом заморозить его). Шеф является большим другом Стэна, Кайла, Кенни и Эрика, которые часто обращаются к нему за советом. Судя по всему, он один из немногих людей, к которому искренне привязан Картман, и единственный чернокожий, к которому Картман нормально относится и даже уважает.
Шеф — большой любитель и ценитель женщин, ему ничего не стоит заманить девушку в постель (она ещё сама и заплатит). Среди его любовниц были замечены мэр Саус-Парка, директриса начальной школы, мать Картмана, мать Кайла, Кэти Ли Гиффорд и другие. Добиваться от женщин взаимности Шефу помогает то, что он хорошо поёт, пишет песни и посвящает их дамам (также Шеф написал песню «Вонючие штаны» (англ. «Stinky Britches»), которую присвоила себе певица Аланис Мориссетт в эпизоде «Шефская помощь»). По всей видимости, Шеф неплохо танцует: в эпизоде «Вас только что в'ли в ж'у» он является наставником танцевальной команды Стэна. Выступает и в роли тренера по доджболу против команды Китая.
Шеф любит посмотреть телевизор (ему нравится шоу Терренса и Филлипа, а также, судя по эпизоду 101, сериал «Сэнфорд и сын»). В эпизоде «Ждём новый фильм Терренса и Филлипа» Шеф приобретает телевизор с таким количеством функций, что не может в них разобраться и случайно запускает функцию «Уничтожение человечества», после чего телевизор встаёт на ноги, выдвигает пушки и идёт разрушать город.
В эпизоде «Шеф теряет терпение» в знак протеста против городского флага Саус-Парка, по его мнению, расистского, Шеф обращается в ислам и принимает имя Абдул-Мохаммед Джабер Рауф Карим-Али (араб. عبد المحمد جاﺑﺮ رؤوف كريم اﻟﯽ‎).

## Гибель Шефа

Дарт Шеф в эпизоде 1001.

В эпизоде «Возвращение Шефа» Шеф погибает в результате несчастного случая на подвесном мосту: в мост попадает молния, Шеф падает с высоты на торчащий из земли сук, после чего смертельно раненого Шефа разрывают на части пума и гризли. Гибель Шефа связана с уходом из проекта Айзека Хейза после серии «Застрявший в чулане», где высмеивалась саентология, приверженцем которой Хейз являлся. После того, как Хейз ушёл из проекта, создатели сериала "убили" персонажа, показав Шефа жертвой "промывания мозгов". Конфликт между Хейзом и создателями сериала, а также сам эпизод и смерть Шефа широко обсуждались в СМИ.
В конце эпизода Шеф восстаёт в образе Дарта Шефа (эта сцена пародирует третий эпизод «Звёздных войн», вышедший примерно годом ранее). Можно предположить, что Шеф стал путешествовать по свету и заниматься сексом с разными детьми.  После эпизода «Возвращение Шефа» на данный момент Шеф ни разу не появлялся в городе, однако его можно было заметить в облике Дарта Шефа в начальных титрах сериала среди прочих персонажей. 10 августа 2008 года Айзек Хейз умер, что положило конец всем предположениям о возвращении Шефа в сериал. В игре «Южный Парк: Палка Истины» в финале Клайд оживляет Шефа с помощью зелёной жидкости из инопланетного корабля, превращая того в зомби-фашиста, и Шеф выступает в качестве босса. По ходу боя с ним он сопротивляется заразе и в конце говорит, что «он вернулся!», однако Клайд кидает в него коктейль Молотова и убивает Шефа окончательно.

## Прочее
В 1998 году вышел альбом Chef Aid: The South Park Album, содержание которого базировалось на эпизоде «Шефская помощь».
В 1999 году была выпущена игра South Park: Chef’s Luv Shack.